# Вибухозахисний костюм

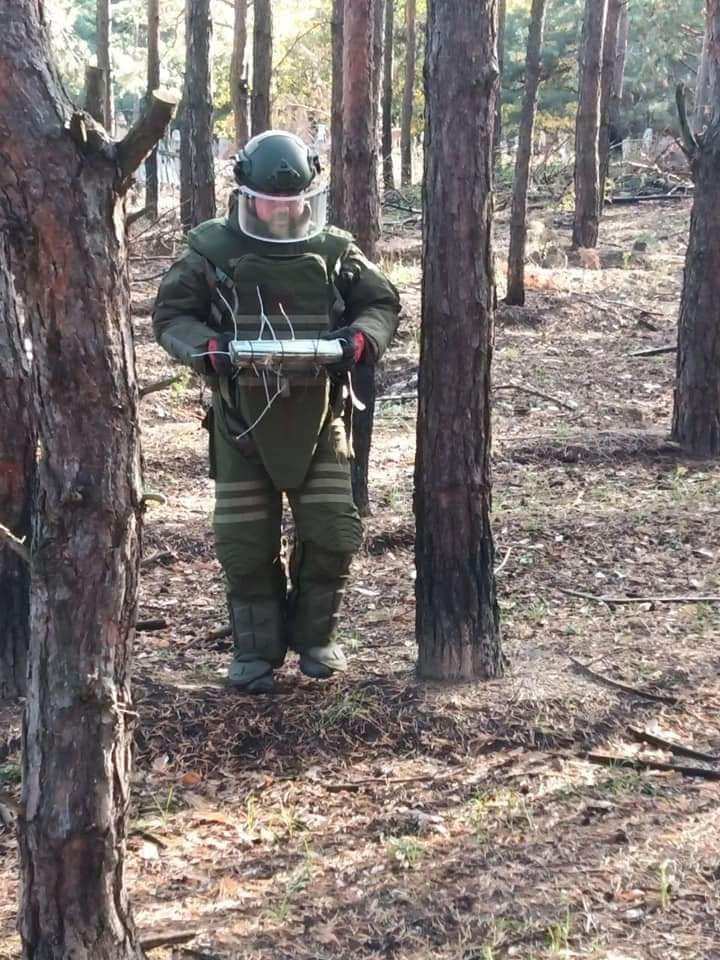
Сапер ДСНС України у вибухозахисному костюмі несе касетний блок з мінами ПФМ-1. 2022 рік

Вибухозахисний костюм або костюм для розмінування, костюм для знешкодження боєприпасів, англ. bomb suit, blast suit, EOD suit (від explosive ordnance disposal) — важкий захисний бронекомплект, призначений для обмеженого захисту тіла користувача від небезпек, пов'язаних з близьким підривом вибухового пристрою.  Такі костюми використовуються військовими і цивільними саперами при безпосередній роботі з підтвердженим або можливим вибухонебезпечним предметом.

## Вимоги і будова
Вибухові травми поділяються на первинні, вторинні, третинні та четвертинні. Первинні викликані хвилями надлишкового вибухового тиску, або ударною хвилею (особливий ризик представляють баротравми легенів, а також вух і очей). Вторинні ушкодження викликають осколки бомб та інші предмети, розкидані вибухом. Третинні пошкодження виникають внаслідок витиснення повітря вибухом, в результаті якого сам постраждалий може бути відкинутий у бік і вдаритися об той чи інший предмет. Четвертинні пошкодження — це всі інші травми, не включені в перші три класи, такі як опіки, чавлені травми та хімічне або термічне ураження органів дихання. 
Вибухозахисні костюми мають передбачати захист від всіх факторів вибуху, що можуть призвести до травмування користувача. З огляду на ці фактори, костюм повинен максимально захищати користувача з голови до ніг. Основним матеріалом сучасних вибухозахисних костюмів є арамідні волокна, наприклад кевлар — ці матеріали дають оптимальне співвідношення міцності та ваги, захищаючи від осколків і ударної хвилі. Щільно сплетені волокна костюма значно зменшують силу удару, розподіляючи її по всьому костюму. Для додаткової амортизації вибухової хвилі і різноманітних ударів по всій поверхні костюму додається підкладка з піноматеріалу. 

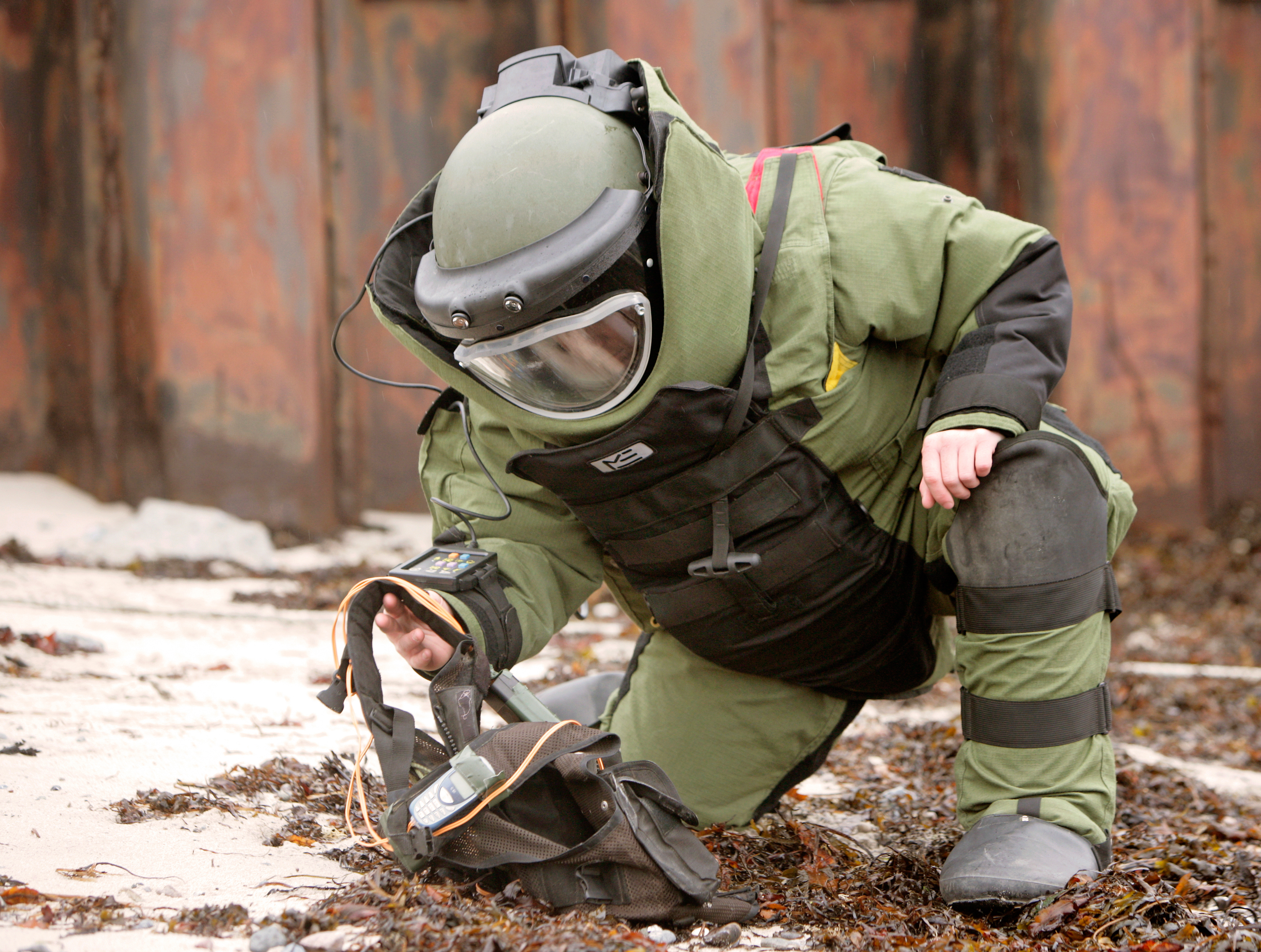
Сапер Бундесверу в захисному костюмі оглядає потенційно небезпечний предмет. 2009 рік.

Зазвичай костюми мають спереду внутрішні кишені з застібками-липучками, до яких вкладаються балістичні пластини що виготовляються зі сталі, араміду або кераміки, та призначені для додаткового захисту горла, грудей, рук, ніг, грудної клітки та пахової області від травм первинного і вторинного типу. Полум'я нейтралізується вогнестійкими матеріалами, використаними в костюмі (наприклад, номекс), хоча вибухозахисний костюм захищає не настільки надійно, як спеціалізований тепловідбивний костюм. Комір доволі високий для додаткового захисту шиї. Бахіли зазвичай пришиваються до штанів костюма і надягаються поверх взуття користувача.
Шолом повністю герметичний, в першу чергу для захисту легень, вух і очей від вибухової хвилі. Повітря для дихання подається через автономний дихальний апарат для запобігання проникненню ударних хвиль через дихальні отвори. В другу чергу така система допомагає захиститися від отруєння, оскільки під час вибуху вибухових речовин утворюється велика кількість чадного газу. Також шолом містить звукоізолюючий матеріал для захисту від сильного шуму під час вибуху. Зазвичай у шоломі розташована радіостанція, на його зовнішній поверхні містяться кріплення для ліхтаря і/або відеокамери. Прозорий візор шолому виготовляється з полікарбонату або бронескла. 
Крім того, вибухозахисні костюми повинні мати заземлюючий ремінь з метою запобігання виникненню електростатичного розряду між користувачем і вибуховим пристроєм, що може призвести до вибуху. 

## Захист
Сучасний вибухозахисний костюм надійно захищає від вибухових хвиль зі швидкістю від 555 м/с до 630 м/с і тиском 4-5 кгс/ см². При впливі вибухової хвилі, тиск якої перевищує 20 кгс/см², висока ймовірність загибелі носія костюма. Стандарти MIL і NIJ передбачають, що костюм має витримати вибух 100 г тринітротолуолу на відстані 10 футів (приблизно 3 метри).  Втім, у будь-якому разі пошкодження тіла при використанні костюму зменшується до приблизно 1/100 порівняно з тілом, не захищеним таким костюмом.
Будова противибухового костюму зосереджена на захисті голови та грудей, а також запобіганню пошкодженню внутрішніх органів унаслідок баротравми. Район хребта також має додатковий захист, щоб не допустити пошкодження спинного мозку. Що стосується кінцівок, стандарти їх захисту вимагають уникнути хоча б їх відривання.  Кисті користувача у більшості костюмів не захищені і є найбільш вразливою частиною, оскільки працювати над знешкодженням бомби у броньованих рукавицях практично неможливо.

## Ергономічність
Через свою значну броньованість вибухозахисні костюми незмінно важкі та громіздкі, що значно обмежує маневреність і поле зору користувача (внаслідок цього використання подібного обладнання у бойових умовах є непрактичним), а також призводять до швидкої втоми. За стандартами допускається максимальна вага 38,5 кг для костюма найбільшого розміру.  Існують полегшені вибухозахисні костюми з мінімально допустимим захистом, що складаються з фартуха (опціонально — з рукавами) та шолома. Такий комплект забезпечує лише фронтальний захист і важить до 5 кг, але призначений для використання під час розмінування, а не при роботі безпосередньо з вибуховим пристроєм. 
Крім того, костюми водонепроникні (захисні властивості кевлару знижуються, коли він намокає) і, як наслідок, повітропроникність костюму також надзвичайно низька, що призводить до ризику теплового удару користувача. Новітні костюми обладнані системою водяного охолодження, яка вшивається у сам костюм або в спеціальний жилет, що надягається під нього. 
Деякі спеціалізовані шоломи мають внутрішню систему вентиляції що охолоджує користувача та запобігає запітнінню візора. 
Крім того, вибухозахисний костюм конструюють таким чином, щоб його можна було швидко зняти з користувача (в тому числі і його власними силами) — наприклад, для надання медичної допомоги.

## Історія
Перші примітивні вибухозахисні костюми використовувалися ще у 1930-х роках. У 1933 році журнал «Popular Science» опублікував фотографію одягненого у вибухозахисний костюм офіцера німецької поліції, що розпаковує підозрілу поштову посилку. 
Широко використовувати вибухозахисні костюми почали британські сапери у Північній Ірландії в 1974 році через бомбову загрозу від ІРА. Перший розроблений костюм Mk.1 сапери неохоче використовували через його вагу і громіздкість, віддаючи перевагу звичайним бронежилетам. Костюм Mk.2, більш зручний і обладнаний радіозв'язком, зробили обов'язковим для роботи з вибуховими пристроями, якщо оператор не мав поважних причин не надягати його. Ця модель встановила стандарти, згідно з якими були розроблені й подальші покоління вибухозахисних костюмів. 

## В Україні
В Україні виготовленням вибухозахисних костюмів займається НВП «Темп-3000».  Також для потреб українських саперів закупляються вибухозахисні костюми іноземного виробництва.  Особливо актуальним використання вибухозахисних костюмів в Україні стало в умовах повномасштабної війни внаслідок забруднення території мінами та боєприпасами, що не розірвалися. 